# ویگلاف

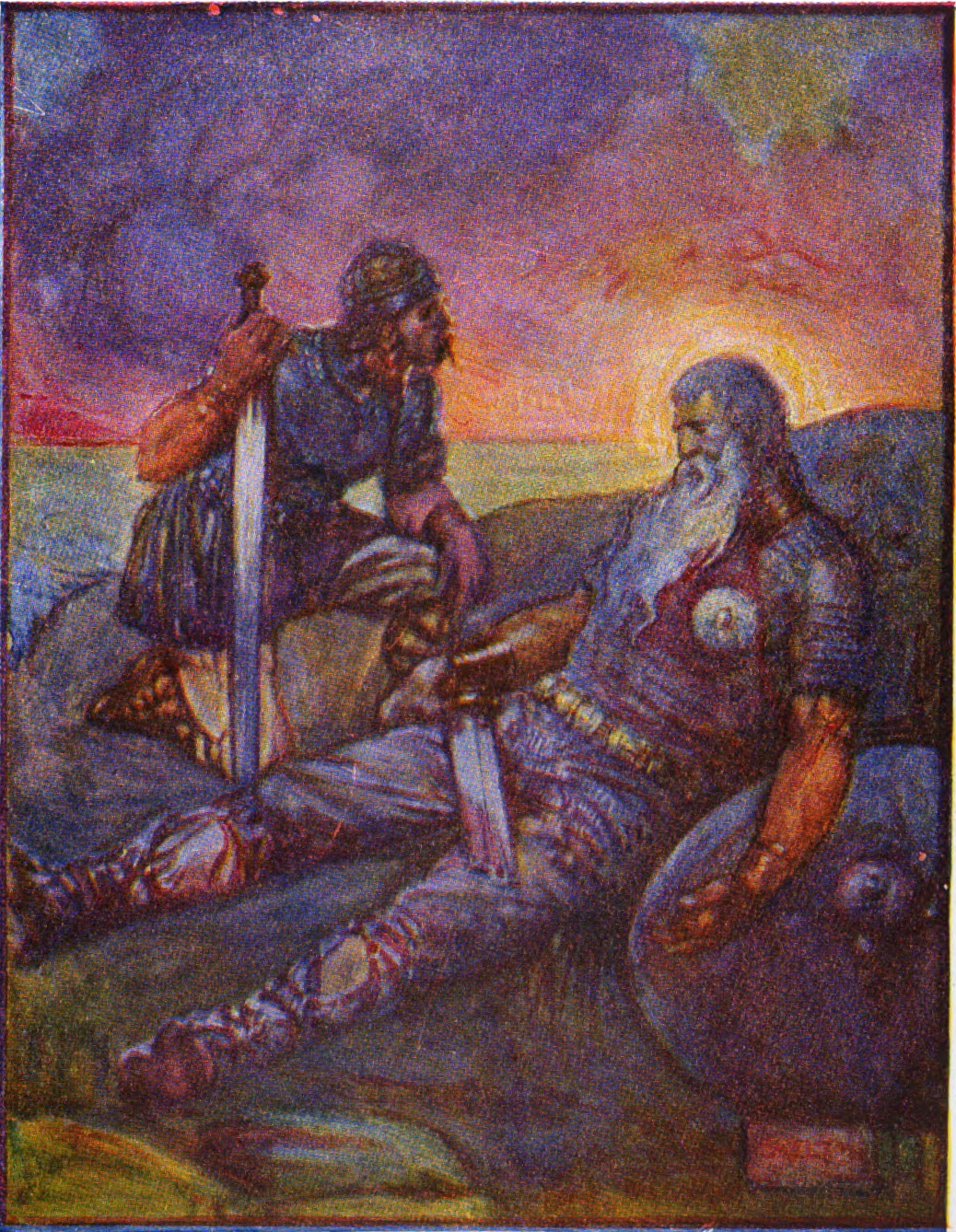
نقاشی از ویگلاف در حال صحبت با بیوولف پس از جنگ با اژدها. بیوولف به شدت زخمی شده است.

ویگلاف (در زبان انگلیسی باستان، Wīġlāf، با تلفظ: ویلاف) نام یک شخصیت در حماسهٔ انگلوساکسون بیوولف است. او فردی است که به خدمت شاه، بیوولف در می‌آید.
فیلم بئوولف در رابطه با همین شخصیت ساخته شده است.